# Uranium

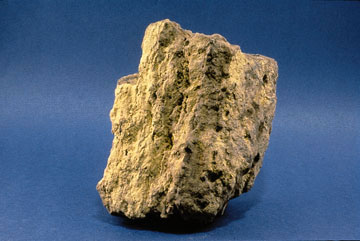
Uraniumerts.

Uranium of uraan is een scheikundig element met symbool U en atoomnummer 92. Het is een metallisch grijs actinoïde en het element met de hoogste atoommassa dat van nature op Aarde voorkomt. Natuurlijk uranium bestaat grotendeels uit de isotoop uranium-238 en voor 0,72% uit uranium-235. Bij verrijkt uranium is dit laatste percentage hoger, bij verarmd uranium lager.

## Ontdekking
Uranium werd in 1789 ontdekt door de Duitse scheikundige Martin Heinrich Klaproth in het mineraal pekblende. Het element werd genoemd naar de planeet Uranus, die acht jaar eerder was ontdekt.
De zoektocht naar en ontginning van radioactieve ertsen begon in de Verenigde Staten aan het begin van de 20e eeuw. Er werden toen bronnen van radium gezocht, voor gebruik in lichtgevende verf voor wijzers in horloges en dergelijke. Radium werd gevonden in uraniumerts. In 1935 werd de belangrijkste uraniumisotoop, 235U, ontdekt door de Canadees-Amerikaanse natuurkundige Arthur Jeffrey Dempster. Uranium werd voor de defensie-industrie van belang gedurende de Tweede Wereldoorlog. In 1943 werd in Colorado uranium gewonnen voor het Manhattanproject. Uiteindelijk werd het meeste uranium voor het Manhattanproject en vooral voor de atoombom Little Boy geleverd door de Belgische regering in ballingschap, vanuit Belgisch-Congo. Er werd zelfs Duits uranium gebruikt dat was buitgemaakt op de onderzeeboot U-234.
Rond 1960 nam de behoefte aan militair uranium in de Verenigde Staten af door de nucleaire ontwapening. Tegelijkertijd kwam er meer behoefte aan uranium voor gebruik in kernreactoren.

## Toepassingen
Verrijkt uranium wordt gebruikt in kernwapens en kernreactoren. Voor toepassingen van uranium waarbij het gehalte uranium-235 niet hoog hoeft te zijn, en juist bij voorkeur laag is, wordt verarmd uranium gebruikt, dat een bijproduct is bij het verrijken van uranium. Dit betreft, vanwege de hoge dichtheid van uranium, het gebruik als contragewicht in vliegtuigen (zie Bijlmerramp) en in munitie. Bovendien dient het als afschermingsmateriaal tegen ioniserende straling.
In Nederland is het gebruik van munitie met verarmd uranium op de oefenterreinen Vliehors en Noordvaarder sinds 1993 niet meer toegestaan. Wel wordt er nog verarmd uranium gebruikt voor de legering van Amerikaanse M1-tanks, omdat het door zijn hoge dichtheid moeilijk te doorboren is met kogels. Verarmd uranium vindt ook toepassing in antitankwapens. Het projectiel uit verarmd uranium doorboort het pantser. Het uranium brandt dan en verbruikt daarbij alle zuurstof binnen in de tank.

## Opmerkelijke eigenschappen
Na raffinage is uranium een zilverwit licht radioactief metaal dat iets zachter is dan staal. Het is buigzaam, vervormbaar, een beetje paramagnetisch en heeft een zeer hoge dichtheid; 65% dichter dan lood. Als fijn verdeeld poeder reageert uranium met koud water en bij aanwezigheid van zuurstof wordt het langzaamaan bedekt met een laagje uraniumoxide.
Uraniumhexafluoride (UF6) is een witte, vaste stof, die al een damp vormt bij temperaturen boven 56 °C. Het wordt gebruikt bij het verrijkingsproces van uranium. Verrijkt uranium bevat naar verhouding meer uranium-235 en minder uranium-238 dan in natuurlijk uranium aanwezig is.

## Voorkomen
Uraniniet is het uraniumerts dat van nature het meest op aarde voorkomt. Het bestaat voornamelijk uit uraniumdioxide (UO2). Om uranium-235 te winnen moeten grote hoeveelheden erts gedolven worden, want slechts 0,7% van al het uranium bestaat uit deze uraniumisotoop. Bij de mijn blijven in veel gevallen grote hoeveelheden radioactief afval en verzuurde modder achter.
Landen waar uranium wordt gevonden, zijn Namibië, Australië, Niger, Canada, Turkije, Rusland, Verenigde Staten, Zuid-Afrika en vooral Kazachstan. Ook in Sudetenland in Tsjechië komt uranium voor. In februari 2003 werd uranium aangetroffen op 200 kilometer afstand van de stad Yazd in Iran.
In Nederland varieert de concentratie van uranium in de bodem tussen 0,4 en 8 milligram per kg droge aarde. In Zeeland zijn in de Formatie van Breda fosforietknollen aangetroffen die tot 300 ppm uranium bevatten.

## Isotopen
| Stabielste isotopen | Stabielste isotopen | Stabielste isotopen | Stabielste isotopen | Stabielste isotopen | Stabielste isotopen |
| Iso                 | RA (%)              | Halveringstijd      | VV                  | VE (MeV)            | VP                  |
| ------------------- | ------------------- | ------------------- | ------------------- | ------------------- | ------------------- |
| 233U                | syn                 | 1,592×105 j         | α                   | 4,909               | 229Th               |
| 234U                | 0,0055              | 2,455×105 j         | α                   | 4,859               | 230Th               |
| 235U                | 0,720               | 7,038×108 j         | α                   | 4,679               | 231Th               |
| 236U                | syn                 | 2,342×107 j         | α                   | 4,572               | 232Th               |
| 238U                | 99,2745             | 4,468×109 j         | α                   | 4,270               | 234Th               |

De twee voornaamste uraniumisotopen die op aarde voorkomen zijn uranium-235 en uranium-238. Uranium-235 is nodig voor zowel kernreactoren als kernwapens, doordat het de enige splijtbare isotoop is die op aarde in voldoende mate wordt gevonden. De atoomkern kan niet alleen spontaan splijten met, zoals de tabel laat zien, een halfwaardetijd van 700 miljoen jaar, maar is ook splijtbaar door inslag (neutronenvangst) van een thermisch neutron ("langzaam" neutron, met een snelheid van enkele km/s). De isotoop uranium-238 is ook belangrijk doordat deze neutronen absorbeert, waarbij het vervalt naar plutonium-239, dat ook splijtbaar is door thermische neutronen. Ook de kunstmatige isotoop uranium-233 is splijtbaar; deze wordt gevormd uit thorium-232 door middel van een neutronenbombardement.

## Toxicologie en veiligheid
Uranium en uraniumverbindingen zijn giftig. Bij blootstelling aan minder dan de dodelijke dosis bestaat er kans op schade aan de lever. Bij hogere doses kunnen ook andere organen onherstelbaar beschadigd raken. Daarnaast zijn alle uraniumisotopen radioactief en kunnen daardoor bij opeenhoping in het lichaam genetische schade aanrichten, die uiteindelijk kanker kan veroorzaken. Doordat uranium alleen alfastraling uitzendt, die niet door de huid dringt, is dit gevaar bij uranium dat zich buiten het lichaam bevindt niet aanwezig. In poedervorm is uranium brandbaar.

## Kettingreactie
Uranium was het eerste element dat splijtbaar bleek te zijn. Bij de vangst van een thermisch neutron verandert de atoomkern in een geëxciteerde toestand van uranium-236, dat zich onmiddellijk opdeelt in twee kleinere atoomkernen, waarbij energie vrijkomt en bovendien nog meer neutronen. Dit zijn snelle neutronen (met een snelheid van duizenden km/s) die afhankelijk van de aanwezigheid van een moderator kunnen vertragen waardoor ze meer kans maken om een andere atoomkern te splijten. Afhankelijk ook van factoren zoals hoeveelheid en concentratie van het uranium-235 en aan-/afwezigheid van stoffen die neutronen absorberen zonder dat daarbij nieuwe neutronen worden vrijgemaakt (zoals in een regelstaaf) en de aanwezigheid van een neutronenreflector (waardoor er minder kans is dat een neutron de splijtstof verlaat en er dus meer kans is dat het een atoomkern splijt) kan er eventueel een nucleaire kettingreactie plaatsvinden (zie ook kritische massa). Dit wordt toegepast in een kernreactor (continue gematigde kettingreactie) en een kernwapen (explosieve kettingreactie).
Zo'n twee miljard jaar geleden was de relatieve aanwezigheid van uranium-235 dusdanig groot dat onder bijzondere omstandigheden een natuurlijke kettingreactie kon voorkomen. De enige plaatsen waarvan bekend is dat deze daar hebben plaatsgevonden liggen in de omgeving van Oklo in Gabon. Gedurende enkele honderdduizenden jaren kwamen daar kettingreacties voor in cycli van 3 uur, bestaande uit ongeveer 30 minuten van kritikaliteit (die stopte door het verdampen van water dat als moderator werkte) gevolgd door 2 uur en 30 minuten van afkoelen en instroom van nieuw water.

## Kernbrandstof

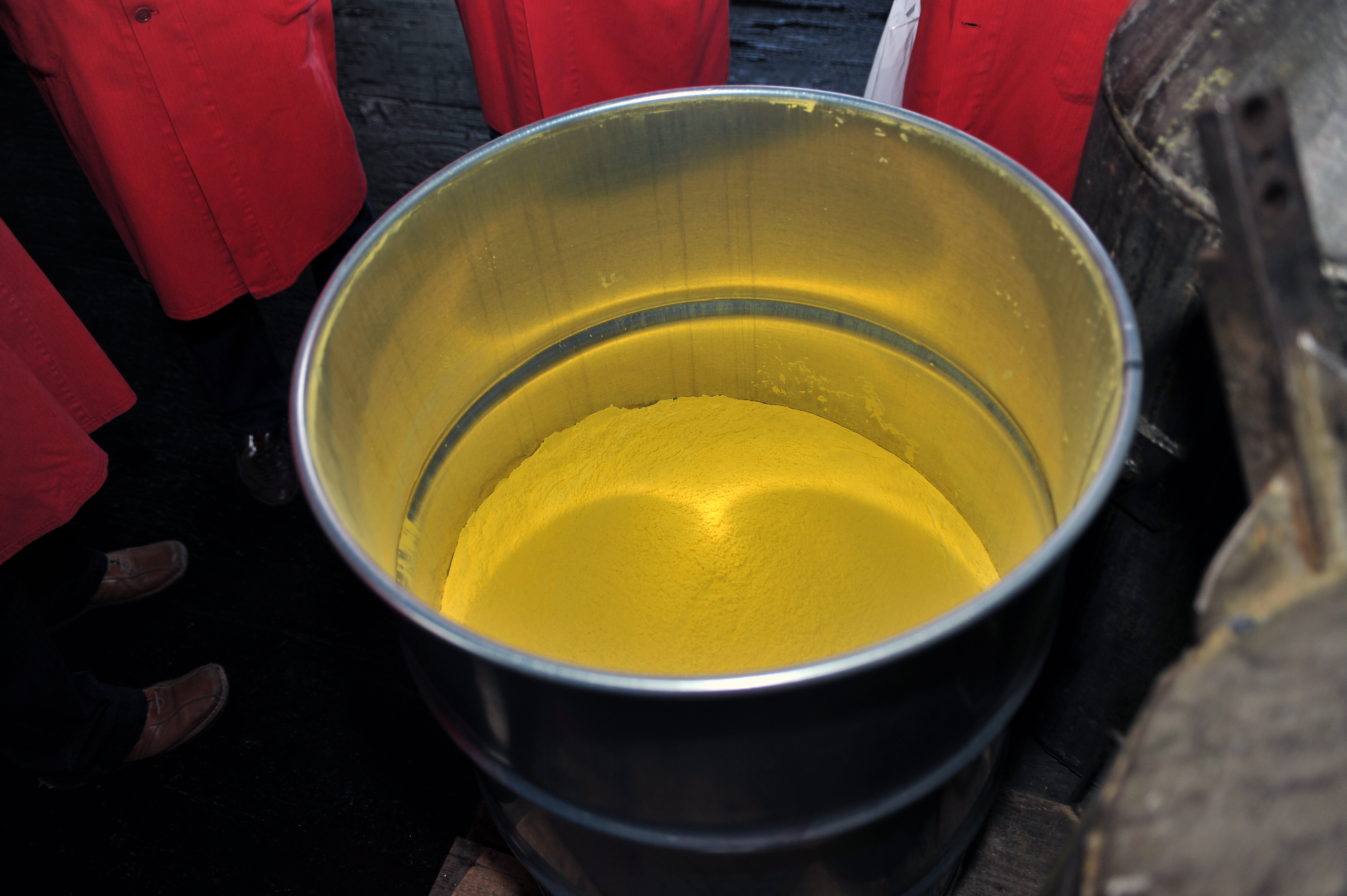
Yellowcake in poedervorm

Uraniumerts wordt voor gebruik als kernbrandstof verwerkt tot yellowcake. Dit is een mengsel van voornamelijk uraniumoxiden. Het bevat 70 tot 90 gewichtsprocent  (U3O8) en andere uraanverbindingen.